# 普勒默尔戈捷
普勒默尔戈捷（法語：Pleumeur-Gautier，法語發音：[plømœʁ ɡotje] ⓘ）是法国阿摩尔滨海省的一个市镇，位于该省西北部，属于拉尼永区。

## 地理
普勒默尔戈捷（48°48'8"N, 3°9'26"W）面积18.99 平方千米，位于法国布列塔尼大區阿摩尔滨海省，该省份为法国西北部沿海省份，位于布列塔尼半岛北部，北濒大西洋英吉利海峡，西接菲尼斯泰尔省，南至莫尔比昂省，东临伊勒-维莱讷省。
与普勒默尔戈捷接壤的市镇（或旧市镇、城区）包括：普勒比扬、凯尔博尔斯、朗莫代、莱扎德里约、普勒达涅勒、特雷达尔泽克、拉罗什若迪。

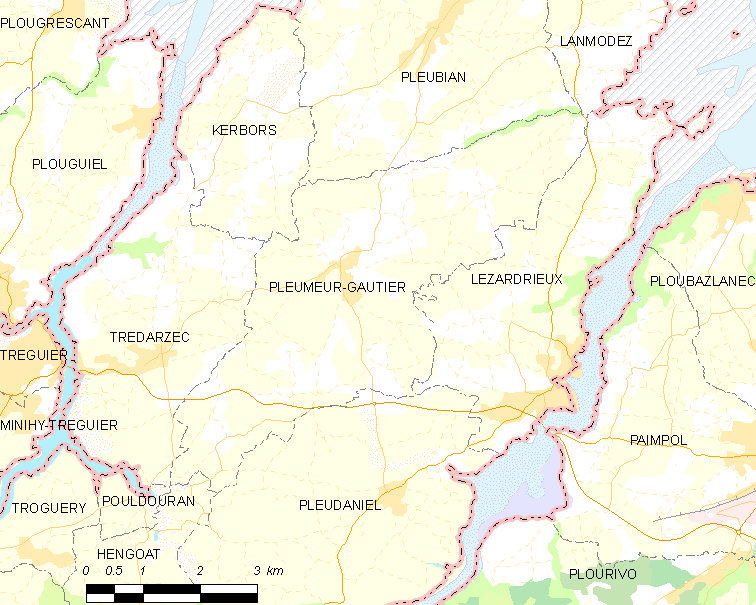
普勒默尔戈捷的OSM定位图

普勒默尔戈捷的时区为UTC+01:00、UTC+02:00（夏令时）。

## 行政
普勒默尔戈捷的邮政编码为22740，INSEE市镇编码为22199。

## 政治
普勒默尔戈捷所属的省级选区为特雷吉耶县。

## 人口

1962-2008年间普勒默尔戈捷人口变化图示

普勒默尔戈捷于2022年1月1日时的人口数量为1186人。